# Povestiri cu roboți
Povestiri cu roboți (1964) (titlu original The Rest of the Robots) este o culegere de povestiri a lui Isaac Asimov. Ediția originală cu copertă dură a inclus opt povestiri, precum și două romane în care apare detectivul Elijah Baley, Cavernele de oțel și Soarele gol, dar unele ediții broșate au cuprins doar povestirile, la fel ca și traducerea românească. În versiunea americană, cele opt povestiri sunt grupate în trei secțiuni:
- "The Coming of the Robots" - include povestiri scrise în perioada în care Legile Roboticii nu fuseseră încă definite explicit
- "The Laws of Robotics " - include povestiri scrise după formularea Celor Trei Legi
- "Susan Calvin" - includ povestiri în care își face apariția dr. Susan Calvin

## Conținut
- Robotul AL-76 o ia razna (Robot AL-76 Goes Astray)
- Victorie involuntară (Victory Unintentional)
- Prima lege (First Law)
- Să ne unim (Let's Get Together)
- Satisfacție garantată (Satisfaction Guaranteed)
- Risc (Risk)
- Lenny (Lenny)
- Corectorul (Galley Slave)

## Intriga

### Robotul AL-76 o ia razna
Povestirea a apărut pentru prima dată în numărul din februarie 1942 al revistei Amazing Stories
Robotul AL-76 (supranumit Al) este proiectat pentru activități miniere pe Lună, dar un accident de livrare face ca el să ajungă în Virginia rurală. Descoperind un loc plin cu subansamble aruncate și gunoaie, el se reprogramează și construiește o unitate de forare extrem de puternică. Abordat de oamenii furioși, el se supune ordinului acestora de a-și distruge creația și de a uita totul, ceea ce face ca secretul reprogramării sale și al uneltei îmbunătățite să se piardă.

### Victorie involuntară
Apărut inițial în numărul din august 1942 al revistei Super Science Stories, aceasta este o continuare a povestirii fără roboți "Nimic nu este definitiv" și una dintre puținele povestiri cu roboți pozitronici ale lui Asimov care postulează existența inteligenței non-umane în sistemul solar, neîncadrându-se astfel în Seria Roboților/Seria Fundația. 
Coloniștii umani de pe Ganymede trimit trei roboți extrem de rezistenți, ZZ Unu, ZZ Doi și ZZ Trei, să exploreze suprafața planetei Jupiter și să-i contacteze pe jupiterieni. Invitați să facă un tur al planetei, roboții descoperă că civilizația jupiteriană este mult mai numeroasă ca cea pământeană și mai avansată tehnologic, mai ales în ceea ce privește tehnologia câmpului de forță. Conștienți de această superioritate tehnologică, jupiterienii sunt deciși să distrugă omenirea, dar rezistența roboților la călduri, geruri, radiații extreme, la condițiile din spațiul cosmic, precum și pericolul pe care vederea lor cu raze gama o reprezintă asupra microorganismelor locale îi face să își schimbe decizia, convinși fiind că cei trei sunt, de fapt, oameni.

### Prima lege
Povestirea a apărut inițial în numărul din octombrie 1956 al revistei Fantastic Universe.
Mike Donovan povestește despre o călătorie pe Titan, unul dintre sateliții lui Saturn, în timpul căreia s-a întâlnit cu un robot rătăcit, Emma. În fața pericolului unei furtuni, acesta încalcă Prima Lege și, în loc să îl salveze pe Donovan, alege să își apere propria progenitură, un mic robot construit chiar de el. O asemenea încălcare directă a Primei Legi nu a mai apărut în nicio altă povestire a lui Asimov, iar acesta a admis că s-a "distrat pe seama roboților", subliniind că povestirea s-a vrut o parodie și nu trebuie luată în serios.

### Să ne unim
Publicată în numărul din februarie 1957 al revistei Infinity Science Fiction, povestirea prezintă niște roboți extrem de diferiți de cei din celelalte opere asimoviene, fiind extrem de fericiți să lucreze ca mașini de război.
Războiul Rece a durat un secol înainte de a se semna o pace dificilă între "Noi" și "Ei". Un agent sosit în America din Moscova povestește că "Ei" au creat roboți similari oamenilor, pe care i-au infiltrat în America și, când aceștia se vor reuni, vor declanșa o explozie nucleată, deoarece sunt componente a unei bombe de conversie totală. Americanii convoacă o conferință a celor mai buni oameni de știință și, în ultima clipă, își dau seama că tocmai acesta fusese planul "Lor": roboții îi înlocuiseră pe unii savanți, iar explozia avea să distrugă cele mai luminate minți ale Americii. Se dovedește astfel că agentul care îi determinase să urmeze fără să vrea planurile "Lor" era, de fapt, un robot.

### Satisfacție garantată
Povestirea a apărut inițial în numărul din aprilie 1951 al revistei Amazing Stories
Robotul TN-3 (supranumit Tony) a fost proiectat pentru munci casnice, pentru a ajuta oamenii să accepte roboții în casele lor. El este dus experimental în casa lui Claire Belmont, al cărei soț lucrează pentru companie. Tony o ajută pe Claire să-și recapete stima de sine și să renunțe la complexele ei de inferioritate, ajungând chiar să pozeze în amantul ei pentru asta. Claire se îndrăgostește cu adevărat de Tony, iar compania decide că modelul TN-3 trebuie reproiectat. 

### Risc
Apărută pentru prima dată în numărul din mai 1955 al revistei Astounding Science Fiction, povestirea constituie o continuare pentru "S-a pierdut un robot" și este una dintre puținele creații asimoviene în care roboții nu au nici un număr de serie, nici o poreclă.
Cercetătorii sunt pregătiți să lanseze prima navă în hiperspațiu, cu un robot pozitronic la bordul ei. Misiunea este un eșec, iar Gerald Black este însărcinat cu descoperirea problemei. El descoperă că, datorită ordinelor imprecise, robotul a avariat comenzile navei, ceea ce face imperios necesară supravegherea umană în timpul misiunilor.

### Lenny
Povestirea a apărut pentru prima dată în numărul din ianuarie 1958 al revistei Infinity Science Fiction.
Seria de roboți LNE este proiectată pentru minele de bor din centura de asteroizi. Un turist reprogramează accidental prototipul, ștergându-i creierul și aducându-l la stadiul de bebeluș. Robopsihologul Susan Calvin realizează experimente cu robotul (pe care instinctele materne o determină să îl numească "Lenny") și, după o lună, îl învață câteva acțiuni și cuvinte simple. Atașându-se emoțional de Lenny, Susan își dă seama că roboții pot învăța și că nu e nevoie să fie construiți pentru o scop precis. Însă Lenny, care nu își cunoște forța fizică, îi rupe din greșeală mâna, ceea ce declanșează iar panica "roboților care atacă oameni".

### Corectorul
Povestirea a fost publicată inițial în numărul din decembrie 1957 al revistei Galaxy
În 2033, profesorul de sociologie Simon Ninheimer dă în judecată Corporația de Roboți din Statele Unite pentru pierderea reputației profesionale. El consideră că robotul EZ-27 (supranumit "Easy"), în timp ce corecta lucrarea sa Social Tensions Involved in Space Flight and their Resolution a modificat și rescris intenționat părți din ea, făcându-l să pară un savant incompetent care a prezentat greșit lucrările colegilor săi. Susan Calvin este convinsă că robotul nu a putut acționa decât conform cerințelor profesorului, dar mărturia lui nu e acceptată în tribunal și, în plus, el refuză să dea orice răspuns pe marginea acestui subiect. În final, se dovedește că robotul făcuse modificările la ordinul profesorului (care apoi îi ordonase să nu spună nimic despre asta), care se temea de interferența muncii automatizate asupra demnității savanților și, prin urmare, încercase să discrediteze Corporația.

## Opinii critice
Algis Budrys a apreciat culegerea ca fiind "o bună carte de divertisment", dar a criticat adnotările extensive ale lui Asimov, considerând că el "[sleiesc] vigoarea unor povestiri foarte pline de viață și [pun accentul] pe una dintre cele mai exuberante personalități ale science fictionului."

## Adaptări
Povestirea "Satisfacție garantată" a fost adaptată de două ori: prima dată în 1966, ca episod al serialului Out of the Unknown (cu Wendy Craig în rolul lui Claire) și a doua oară în 2002, în cadrul programului Afternoon Play al celor de la BBC Radio 4.
Scenariul scris de Harlan Ellison pentru filmul bazat pe povestirile cu roboți ale lui Asimov I, Robot (care nu a mai fost realizat), a dezvoltat rolul lui Lenny și l-a legat de povestirea "Evidența". Scenariul dezvăluie faptul că Stephen Byerley din acea povestire, un politician despre care nu se știe dacă e om sau robot, ar fi chiar Lenny deghizat.

## Traduceri în limba română
- 1995 - Povestiri cu roboți, Ed. Teora, traducere Goergeta Stancu, 176 pag., ISBN 973-601-225-5
- 1999 - Povestiri cu roboți, Ed. Teora, traducere Goergeta Stancu, 184 pag., ISBN 973-601-225-5